# Wanzlow und Bukow
Wanzlow und Bukow  sind die Namen zweier historischer Regionen auf der Insel Usedom. 

## Geschichte
Da die auf 946 datierte Urkunde, in der Wanzlow erstmals erwähnt wird, heute als unecht angesehen wird, ist die provincia oder terra erst ab 1128 urkundlich belegt. Durch die in den Urkunden genannten Orte konnte die terra Wanzlow im Südwesten Usedoms lokalisiert werden. Sie bildete einen Burgbezirk, der nach der Einführung von Kastellaneien als Verwaltungsbezirke im Herrschaftsbereich der pommerschen Fürsten gebildet worden war. Hauptort des Burgbezirkes war das castrum Uznam mit der bei dieser Burg gelegenen Siedlung, aus der sich später die Stadt Usedom entwickelte.
Die 1198 erstmals erwähnte terra Bukow nahm den Nordwesten der Insel ein. Sie war Teil eines Burgbezirkes, der sich beiderseits des nördlichen Peenestromes ausdehnte und dessen Zentrum Wolgast war. Die Grenze zwischen beiden Bezirken wird entweder bei Ückeritz oder an der Landenge zwischen Koserow und Zempin vermutet. Für Ückeritz spricht der Name, der so viel wie „Grenzort“ bedeutet.